# Casino Royale (novela)
Casino Royale es la primera novela de James Bond de Ian Fleming. Allanó el camino para once novelas más de Fleming, además de dos colecciones de cuentos, seguida de muchas novelas "de continuación" escritas por otros autores.
El protagonista de la historia es James Bond, agente 007 de la MI6, quien debe viajar a un casino en la (ficticia) ciudad de Royale-les-Eaux en Francia a fin de quebrar a Le Chiffre, el tesorero de la unión francesa y un miembro del servicio secreto ruso. Bond es apoyado en sus esfuerzos por Vesper Lynd, un miembro de su servicio, así como Felix Leiter de la CIA y René Mathis del Deuxième Bureau francés.
Desde que fue publicada el 13 de abril de 1953, Casino Royale ha sido adaptada para la pantalla tres veces. El primero fue un episodio de 1954 de la serie de televisión de la CBS Climax! con Barry Nelson como agente de la CIA "Jimmy Bond". La primera película de Casino Royale fue una parodia de 1967 con David Niven interpretando a "Sir James Bond" que resultó ser un fracaso tanto financiero como en crítica, mientras que la segunda fue la vigésimo primera película oficial de la serie de películas de Eon Productions protagonizada por Daniel Craig como James Bond, aparecida en 2006 y considerada como una de las mejores películas del agente 007 hasta el momento.
Casino Royale fue escrita por Fleming en Jamaica durante un período de alrededor de dos meses, en gran medida de sus propias experiencias e imaginación, él también ideó la ilustración de la tapa. El libro recibió críticas ampliamente positivas por los críticos en el momento y se agotó en menos de un mes en el Reino Unido, aunque las ventas en los Estados Unidos al ser lanzada un año más tarde allí fueron mucho más lentas.

## Argumento

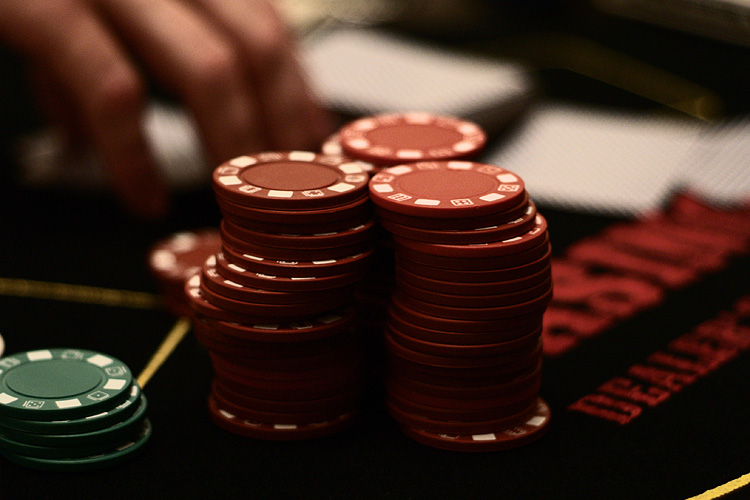
Fichas de casino. En Casino Royale, James Bond debe frustrar los planes siniestros de Le Chiffre a través de un juego de bacará desarrollado en el Casino Royale.

M, jefe del servicio secreto de Inglaterra, asigna una misión a James Bond, el agente especial 007, para jugar una juego de bacará de altas apuestas y dejar en bancarrota a un hombre llamado Le Chiffre, el tesorero de una agencia de contraespionaje soviética llamada «SODA», Bond tendrá que ir a un casino llamado Royale-Les-Eaux en el norte de Francia, y así descubrir los planes de Le Chiffre. James tiene que actuar como un soberbio y engreído millonario. M le asigna una compañera llamada Vesper Lynd, la asistente personal del jefe de la Sección S de la Unión Soviética. El servicio secreto de Francia, el Deuxième Bureau y la CIA también envían agentes de confianza al casino. Cuándo James llega al Casino se le ordena que juegue Chemin de Fer, una variante avanzada de bacará, con Le Chiffre, el juego pronto se transforma en una intensa confrontación entre Bond y Le Chiffre. Le Chiffre gana la primera ronda, dejando en la quiebra a Bond. Mientras Bond contempla la posibilidad de informar a M de su fracaso, el agente de la CIA Felix Leiter ayuda a Bond y le da un sobre con treinta y dos millones de francos y una nota que dice: «Ayuda Marshall. Treinta y dos millones de francos. Saludos desde los EE. UU.». El juego continúa, y Le Chiffre se da cuenta de que Bond es un agente secreto por lo que manda a uno de sus guardaespaldas que lo mate, pero fracasa, finalmente Bond gana el juego, tomando de Le Chiffre ochenta millones de francos pertenecientes a SMERSH.
Desesperado por recuperar el dinero, Le Chiffre secuestra a Bond y a Vesper y somete a Bond a una tortura brutal, amenazando con asesinarlos a ambos si no le devuelven el dinero, aunque en medio de la sesión de tortura un agente de la SMERSH entra y asesina a Le Chiffre como castigo por haber perdido el dinero. El agente deja libre a Bond, diciéndole que no tenía órdenes de asesinarlo, pero corta una 'Ш' (sh) cirílica para indicar una SHpion ("espía" en ruso) en la mano de Bond para que otros agentes de SMERSH sean capaces de identificarlo como tal.
Después de lo sucedido Vesper visita a Bond todos los días mientras él está en el hospital, y poco a poco Bond se da cuenta de que la ama. Cuando Bond es dado de alta, pasan un tiempo juntos y se convierten en amantes. Un día ven a un hombre llamado Gettler, quien les dice que ha estado vigilando todos sus movimientos, lo que angustia grandemente a Lynd aunque Bond no lo toma muy en serio. A la mañana siguiente Bond descubre que Vesper se había suicidado. Ella deja una nota para Bond, que dice que ella había estado trabajando en contra de su voluntad como una agente doble del MVD. SMERSH había secuestrado a su novio, un piloto polaco de la RAF quien había dado información sobre ella a SMERSH bajo tortura, SMERSH había utilizado esa información para chantajearla a ayudarles a sabotear la misión de Bond, incluyendo su secuestro. Ella había decidido iniciar una nueva vida con Bond, pero al ver a Gettler, un agente de SMERSH, se dio cuenta de que ella nunca sería libre de sus torturadores y que quedarse con Bond sólo lo pondría en peligro. Bond informa a su servicio de la condición de doble agente de Lynd, diciéndole con frialdad a su contacto, «La zorra ha muerto».

## Publicación
Durante el transcurso de la Segunda Guerra Mundial, Fleming ya había mencionado por primera vez a sus amigos que quería escribir una novela de espías, pero no comenzó a escribirla hasta el 17 de febrero de 1952,  mientras se encontraba en su casa de Jamaica. Posteriormente afirmó que comenzó a escribir la novela para distraerse de su próxima boda con Ann Charteris que se encontraba embarazada
Él consideraba que su novela era «absurda», por lo que se la mostró a su esposa, que le aconsejó que la publicara.
Para escribir Casino Royale Fleming se basó en varios momentos de su vida, uno de esos episodios fue un viaje a Portugal, junto al Director de Inteligencia Naval, mientras trabajaba en la División de Inteligencia Naval del Almirantazgo, allí decidieron ir a jugar al póker al casino de Estoril. Debido a la situación en que se encontraba Portugal en esos momentos, había varios espías alemanes vigilando su juego. Fleming afirmó que había sido atacado por los espías alemanes, evento al que llamó «mandatario alemán».  Aunque su compañero Godfrey contó una historia diferente, diciendo que solo habían jugado al póker y que fantaseaba en su pelea contra los alemanes. Fleming también ha mencionado que la parte donde querían asesinar a Bond pero fallan estaba basada en una historia real, donde se abortó un intento de asesinato hacia Franz von Papen en Alemania.

## Personajes y temas
El personaje principal de Casino Royale es James Bond, un agente del «Servicio secreto británico». Para crear el nombre del protagonista, Fleming se basó en el libro de ornitología, Birds of the West Indies. Fleming también mencionó, «Este libro puede que sea un poco romántico, anglosajón, así que necesitaba a un personaje masculino que protagonizara la novela, y así nació James Bond...».
La biografía de Fleming también proporciona más detalles del origen de Bond, entre ellos dice que se basó en su misma actitud, para crear la de Bond. También dice que el nombre de Vesper Lynd viene del coctel de Vesper.
Para crear a M, el jefe superior de Bond, Fleming se inspiró en su superior durante la guerra, el almirante John Godfrey, ya que Godfrey tenía un extraño comportamiento, al igual que M.

## Recepción y ventas
Casino Royale fue publicado el 13 de abril de 1953 en el Reino Unido cómo una publicación de Jonathan Cape, y tuvo un precio de 3 euros, La portada del libro estaba diseñada por Fleming. Casino Royale logró vender 4.728 durante el primer mes, una segunda impresión fue publicada en mayo, al igual que una tercera impresión que logró vender más de 8.000 libros durante el mes de mayo de 1954. En Estados Unidos el libro fue publicado por tres editoriales. Casino Royale fue publicado el 23 de marzo de 1954 en los Estados Unidos, pero las ventas en el territorio fueron pobres, vendiendo solo 4.000 copias en un año. En 1955 fue publicado cómo una novela de bolsillo, y fue renombrado por la editorial de American Popular Library. Fleming sugirió que se llamara 007, The Double-O Agent o The Deadly Gamble, aunque finalmente decidieron no cambiar el nombre del libro, aunque el nombre de James Bond fue renombrado a Jimmy Bond. En España, esta novela fue editada en diciembre de 2015 por ECC Ediciones, iniciando una colección de 14 títulos que componen toda la producción de Bond salida de la pluma de su creador literario.

### Crítica
Casino Royale ha recibido críticas mixtas. Hugh I'Anson Fausset, escritor de The Manchester Guardian, calificó a Casino Royale cómo una «épica novela de suspenso, pero con una trama absurda...». En conclusión dijo que consideraba a la trama cómo «una historia hecha por un niño de primaria». y que consideraba que la novela no tenía «la misma chispa que otras novelas de suspenso». Alan Ross de The Times Literary Supplement dijo que Casino Royale «era una novela demasiada atractiva...». y que tenía un «encanto especial... y que le gustaba la trama principal». En conlusión Ross pensaba que «Fleming había hecho un buen trabajo y que su novela era de las mejores que el había leído».
John Betjeman, escritor de The Daily Telegraph consideraba que Fleming «había descubierto una nueva forma de escritura, y que le encantaba el hecho de que al final de cada capítulo no hubiera una conclusión, lo que provocaba que el lector siguiera leyendo». The Sunday Times, llegó a la conclusión de que Fleming era «el nuevo mejor escritor inglés de novelas de suspenso».

## En otros medios
En 1954 CBS compró los derechos de Casino Royale para hacer una adaptación en un episodio especial de Climax!, el episodio fue transmitido el 21 de octubre de 1954, con Barry Nelson como el agente James «Jimmy» Bond, y Peter Lorre como Le Chiffre. Antes de comenzar el episodio, se dio una explicación al público sobre el episodio, ya que 007 no era tan conocido en Estados Unidos durante esos tiempos. Casino Royale tuvo una adaptación en una historieta del periódico Daily Express. La historieta fue escrita por Anthony Hern e ilustrada por John McLusky. De acuerdo a la biografía de Howard Hawks: El Zorro Gris de Hollywood, Todd McCarthy, director de His Girl Friday fue considerado para dirigir una película de Casino Royale en 1962, y posiblemente sería protagonizada por Cary Grant como James Bond, pero decidió cancelarse el proyecto. En marzo de 1958, Fleming vendió los derechos de Casino Royale al productor Gregory Ratoff.  Cuándo Ratoff falleció, los derechos del libro pasaron al productor Charles K. Fedman, Fedman decidió adaptar la novela a una película pero esta vez con un «tono sarcástico», la película fue distribuida por Columbia Pictures en 1967. La película contó con David Niven como el agente James Bond. La película fue considerada como «una incoherente comedia». En 1999 los derechos de 007 pasaron a Sony Pictures y MGM, pero aunque Sony tenía los derechos de 007 decidió concentrarse en la franquicia de Spider-Man, finalmente MGM decidió realizar un reinicio de todas las películas de Bond, la película contaría con Daniel Craig como James Bond, Eva Green como Vesper Lynd y Mads Mikkelsen como Le Chiffre. Judi Dench volvería a interpretar a M, la jefa de Bond.